# Sân bay Ilebo
Sân bay Ilebo (IATA: PFR, ICAO: FZVS) là một sân bay ở Ilebo, Cộng hòa Dân chủ Congo.